# トラスカラ・デ・シコテンカトル
トラスカラ・デ・シコテンカトル (Tlaxcala de Xicohténcatl) は、メキシコ合衆国トラスカラ州の州都である。メキシコシティの約90 km東に位置する。面積は52 km2、人口は2005年の人口調査によると83,748人である。

## 概要
都市の名前は、かつてこの地に存在したトラスカラ王国に由来する。また、アステカに対抗するためにエルナン・コルテスと同盟を結んだトラスカラの指導者シコテンカトルに由来する。